# Абу Умар аль-Курди
Абу-Омар-аль-Курди (1968—2007) — иракский террорист, этнический курд. Главный специалист по сбору СВУ в созданной аз-Заркави группе «Джамаат ат-Таухид валь-Джихад». Задержан в январе 2005. Казнён.

## Биография
Согласно официальным данным, опубликованным в США и Ираке, Абу Умар аль-Курди проходил подготовку в Афганистане и стал главным сборщиком бомб в организации Абу-Мусаба аз-Заркави в 2003 г., когда он начал делать бомбы, используя материалы, украденные его сообщником Аммаром аз-Зубейром с иракских военных складов в начале вторжения коалиции в Ирак.
15 января 2005 его схватили во время рейда на Багдад. Власти заявили, что он ответственен за производство 75% автомобильных бомб в Ираке, начиная с августа 2003-го, а также в том, что он сознался в 32 терактах. Среди них: 
- Взрыв у иорданского посольства в Багдаде (2003 г.),
- Взрыв в штаб-квартире ООН в Багдаде,
- Убийство аятоллы Мухаммада Бакир аль-Хакима,
- Убийство Эзеддина Салима, главы Временного управляющего совета Ирака,
- Взрыв базы итальянских карабинеров в Насирии (ноябрь 2003 года)[5].

На допросах аль-Курди признался в организации 36 атак смертников. Также он планировал серию атак во время парламентских выборов в 2005 г.
Террорист Абу Умар аль-Курди был казнён 12 сентября 2007 г. в Багдаде через повешение.